# コパ・ガナドーレス・デ・コパ
コパ・ガナドーレス・デ・コパ（Copa Ganadores de Copa）またはレコパ・スダメリカーナ・デ・クルーベス（Recopa Sudamericana de Clubes）は、現在は存在しない南米サッカー連盟(CONMEBOL)主催の南米のサッカーのクラブチームによるトーナメントである。第1回大会は1970年に行われ、ボリビアのマリスカル・サンタ・クルスが優勝した。第2回大会は1971年に開催されたが、グループ1の試合は実施されることなく、トーナメントは親善大会へと格下げされ、グループ2の1位がチャンピオンに輝いた。その後この大会は開催されていない。
こおトーナメントには、南米各国の国内カップ戦の直近の優勝チーム、またはコパ・リベルタドーレス出場権を持たない最も上位のチームが出場した。実際の資格基準は国ごとに様々だった。

## 大会形式
2つのグループに分かれて総当たり戦を行い、それぞれのグループの1位が2レグ制の決勝へと進む。グループはそれぞれ別の都市で開催される。

## 各国ごとの出場基準
それぞれの国が異なる出場基準を用いていた.。
- アルゼンチン：コパ・アルヘンティーナの優勝チーム（1970年は該当するボカ・ジュニアーズがコパ・リベルタドーレス参加資格を有していたため、準優勝のアトランタが出場）。
- ボリビア：国内リーグにおいてコパ・リベルタドーレス出場資格を有していない中で最も上位のチーム。
- チリ：1969年の国内リーグで3位と4位のチームによって行われたプレ＝レコパの優勝チーム。
- エクアドル：コパ・エクアドルの優勝チーム。
- パラグアイ：国内リーグにおいてコパ・リベルタドーレス出場資格を有していない中で最も上位のチーム。
- ペルー：国内リーグにおいてコパ・リベルタドーレス出場資格を有していない中で最も上位のチーム。
- ウルグアイ：トルネオ・デ・コパの優勝チーム。
- ベネズエラ：コパ・デ・ベネスエラの優勝チーム（1970年は該当するデポルティーボ・ガリシアがコパ・リベルタドーレス参加資格を有していたため、準優勝のUDカナリアスが出場）。

## コパ・ガナドーレス・デ・コパ 1970

### チーム
| グループ1: エル・ナシオナル リベルタ カナリアス |  | グループ2: アトランタ マリスカル・サンタ・クルス ウニオン・エスパニョーラ デポルティーボ・ムニシパル ランプラ・ジュニアーズ |

最終的にブラジルとコロンビアは大会参加を拒否し、そのためグループ1は3チーム、グループ2は5チームで構成された。

### 決勝
| シーズン | 優勝                                             | スコア | 準優勝           | 会場                                 |
| -------- | ------------------------------------------------ | ------ | ---------------- | ------------------------------------ |
| 1970     | マリスカル・サンタ・クルス                       | 0–0    | エル・ナシオナル | エスタディオ・オリンピコ・アタワルパ |
| 1970     | マリスカル・サンタ・クルス                       | 2–0    | エル・ナシオナル | エスタディオ・ラ・パス               |
| 1970     | マリスカル・サンタ・クルスは2試合合計2–0で勝利。 |        |                  |                                      |

### 得点王
| 年   | 選手             | クラブ                     | 得点 |
| ---- | ---------------- | -------------------------- | ---- |
| 1970 | エリセオ・バエス | マリスカル・サンタ・クルス | 5    |

## コパ・ガナドーレス・デ・コパ 1971

### チーム
| グループ1: ウラカン・ブセオ デポルテス・コンセプシオン one undefined team from Argentina one undefined team from Bolivia |  | グループ2: アメリカ・デ・キト オリンピア フアン・アウリチ バレンシア |

### 結果
ブラジルとコロンビアは前回に引き続き不参加を決めた。大会形式は前回と同様のものが採用された。
しかし、デポルテス・コンセプシオンの出場辞退と、ウラカン・ブセオから参加確認の返答がないことから、1971年2月25日にCONMEBOLはこの大会を「親善トーナメント」へ変更し、トロフィーもなくなった。グループ1は1試合も行われることはなく、グループ2位の1位だったアメリカがこの親善トーナメントのチャンピオンとみなされる。
グループ2の試合はコパ・リベルタドーレス 1971のグループ5の試合と並行して開催された。